# Janusz Frączek
Janusz Frączek (ur. 1957) – polski naukowiec, profesor nauk technicznych o specjalności mechanika komputerowa, teoria maszyn, mechanizmów i urządzeń. Profesor Politechniki Warszawskiej. Dziekan Wydziału Mechanicznego Energetyki i Lotnictwa Politechniki Warszawskiej w kadencjach 2016–2020 i 2020–2024.

## Życiorys
Urodził się w 1957. W 1989 doktoryzował się, a 3 grudnia 2002 na podstawie rozprawy pt. Modelowanie mechanizmów przestrzennych metodą układów wieloczłonowych uzyskał stopień doktora habilitowanego na Wydziale Mechanicznym Energetyki i Lotnictwa Politechniki Warszawskiej (MEiL PW). 17 lipca 2013 otrzymał tytuł profesora nauk technicznych. 
W działalności naukowo-badawczej zajmuje się metodami komputerowymi w mechanice, kinematyką i dynamiką układów wieloczłonowych oraz robotyką i biomechaniką. 
Zatrudniony w charakterze profesora w Zakładzie Teorii Maszyn i Robotów w Instytucie Techniki Lotniczej i Mechaniki Stosowanej MEiL PW. W latach 2008–2016 był kierownikiem tegoż zakładu. W kadencjach 2016–2020 i 2020–2024 dziekan wydziału MEiL PW. 
W kadencji 2020–2023 członek Komitetu Budowy Maszyn Polskiej Akademii Nauk. 
Wielokrotnie nagradzany nagrodami uczelnianymi indywidualnymi i zespołowymi. W 1979 otrzymał nagrodę Sekretarza Naukowego PAN za osiągnięcia naukowe i organizacyjne, a w 2004 Nagrodę Indywidualną Ministra Edukacji Narodowej i Sportu za rozprawę habilitacyjną. 

## Wybrane publikacje
- Wojtyra M., Frączek J., Metoda układów wieloczłonowych w dynamice mechanizmów: ćwiczenia z zastosowaniem programu ADAMS, Oficyna Wydawnicza Politechniki Warszawskiej, Warszawa 2007, ISBN 978-83-7207-703-5.
- Frączek J., Wojtyra M., Kinematyka układów wieloczłonowych: metody obliczeniowe, Wydawnictwa Naukowo-Techniczne, Warszawa 2008, ISBN 978-83-204-3334-0.